# Cephalodochium album
Cephalodochium album är en svampart som beskrevs av Bonord. 1851. Cephalodochium album ingår i släktet Cephalodochium, divisionen sporsäcksvampar och riket svampar.   Inga underarter finns listade i Catalogue of Life.